# Mozarteum (Gebäude)

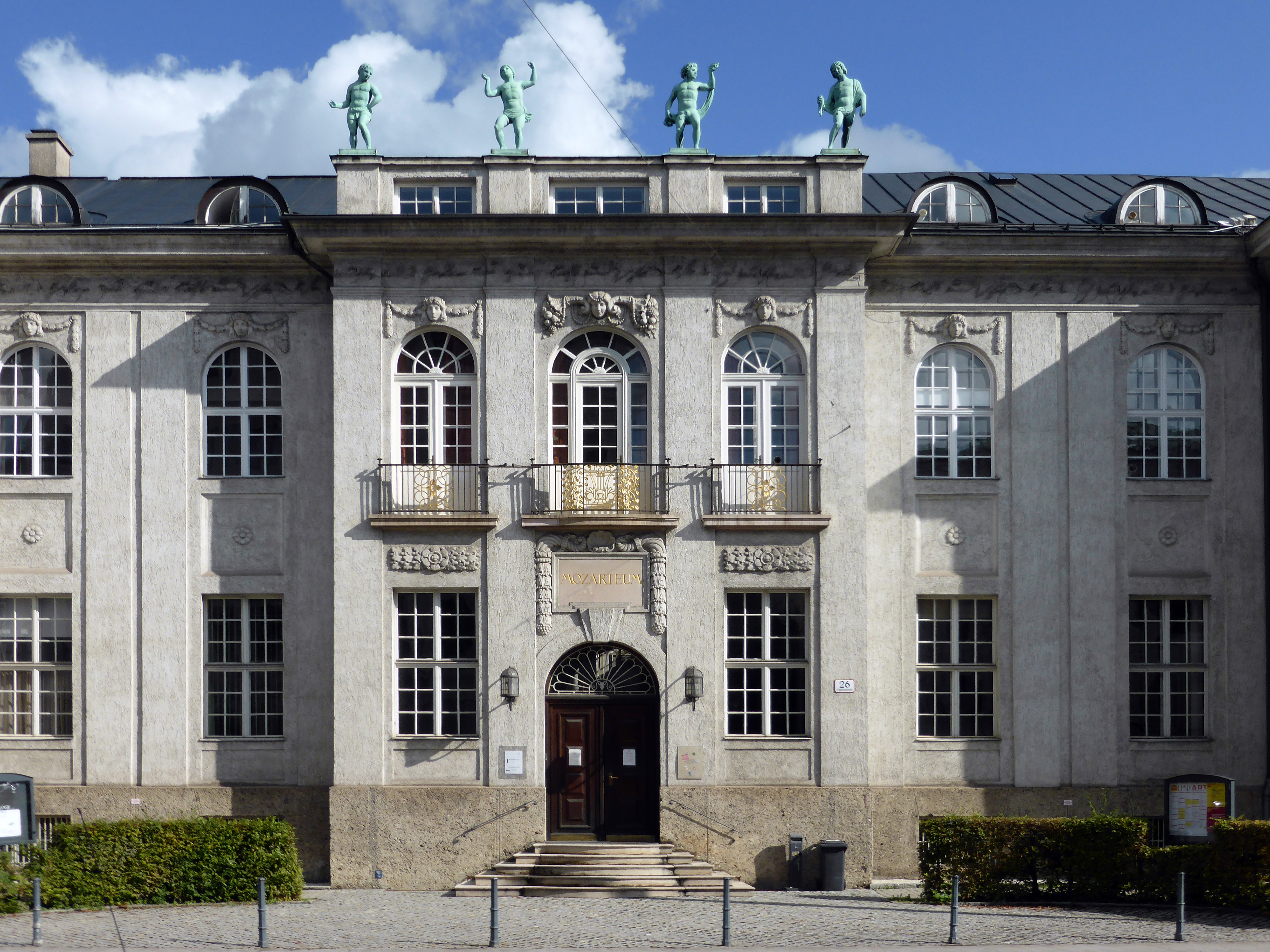
Mozarteum, Eingang zum Hauptgebäude, Schwarzstraße 26

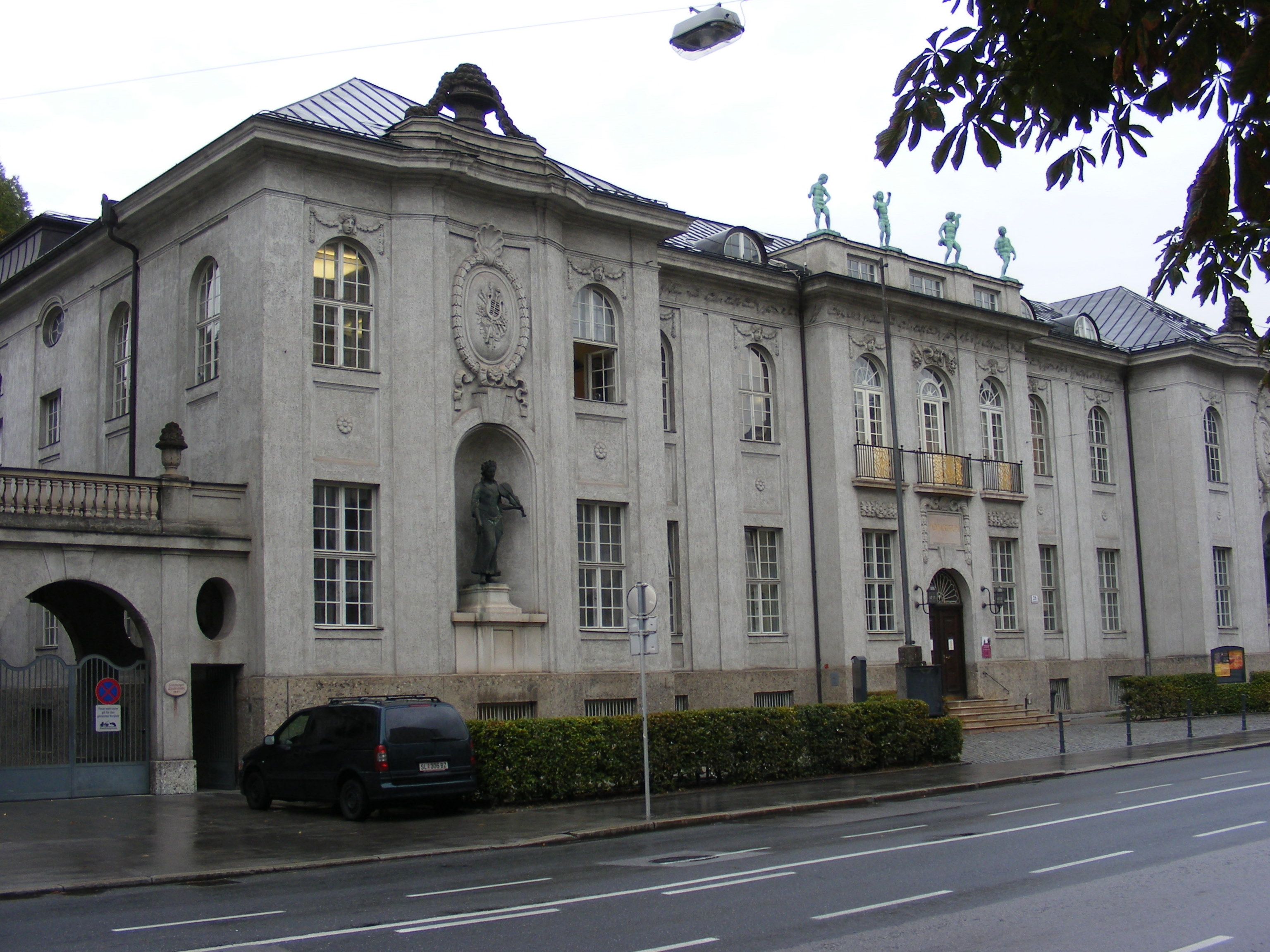
Mozarteum, Hauptgebäude

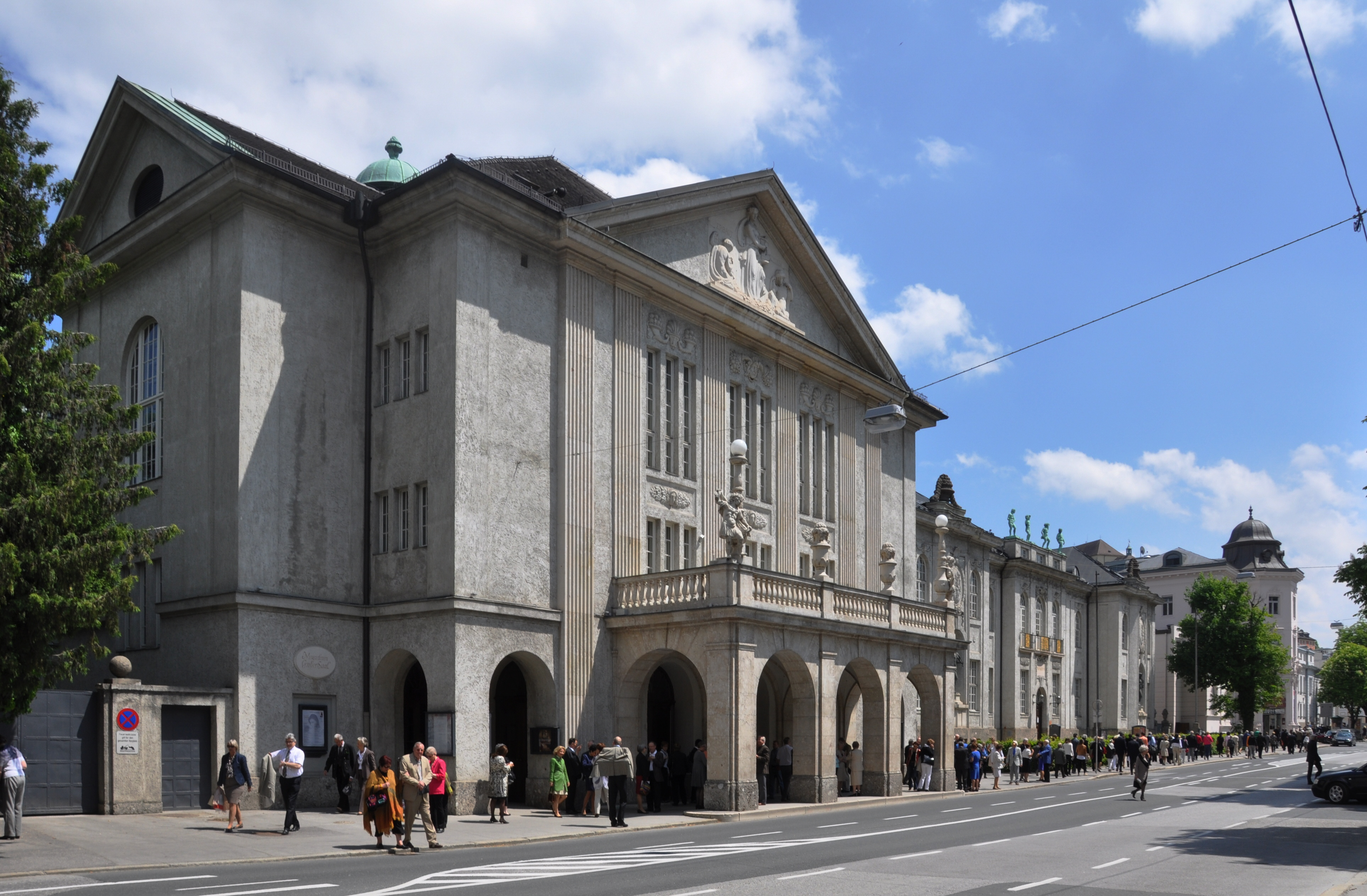
Vorn der Große Saal, dahinter das Gebäude Schwarzstraße 26

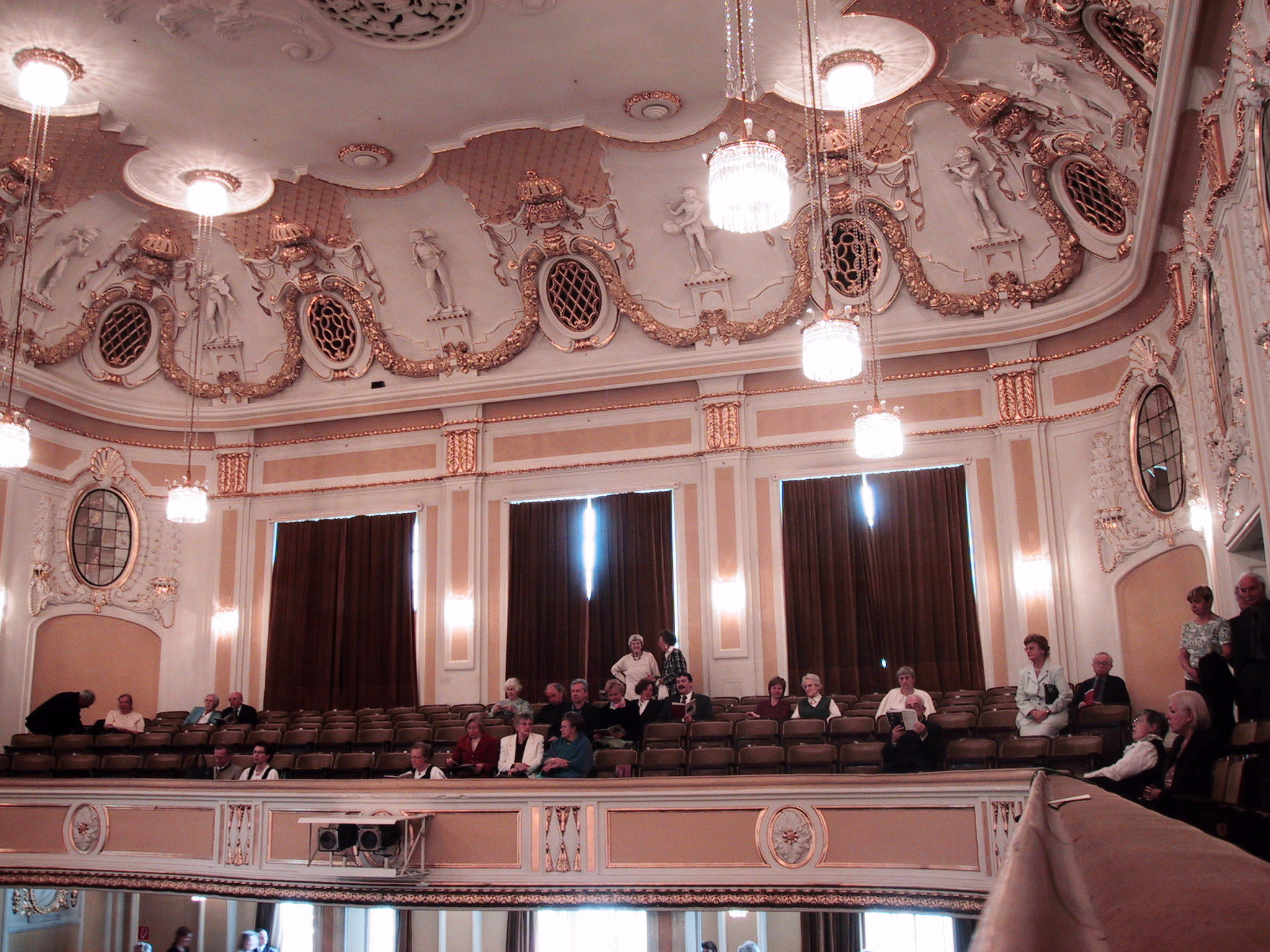
Großer Saal, Zuschauerraum

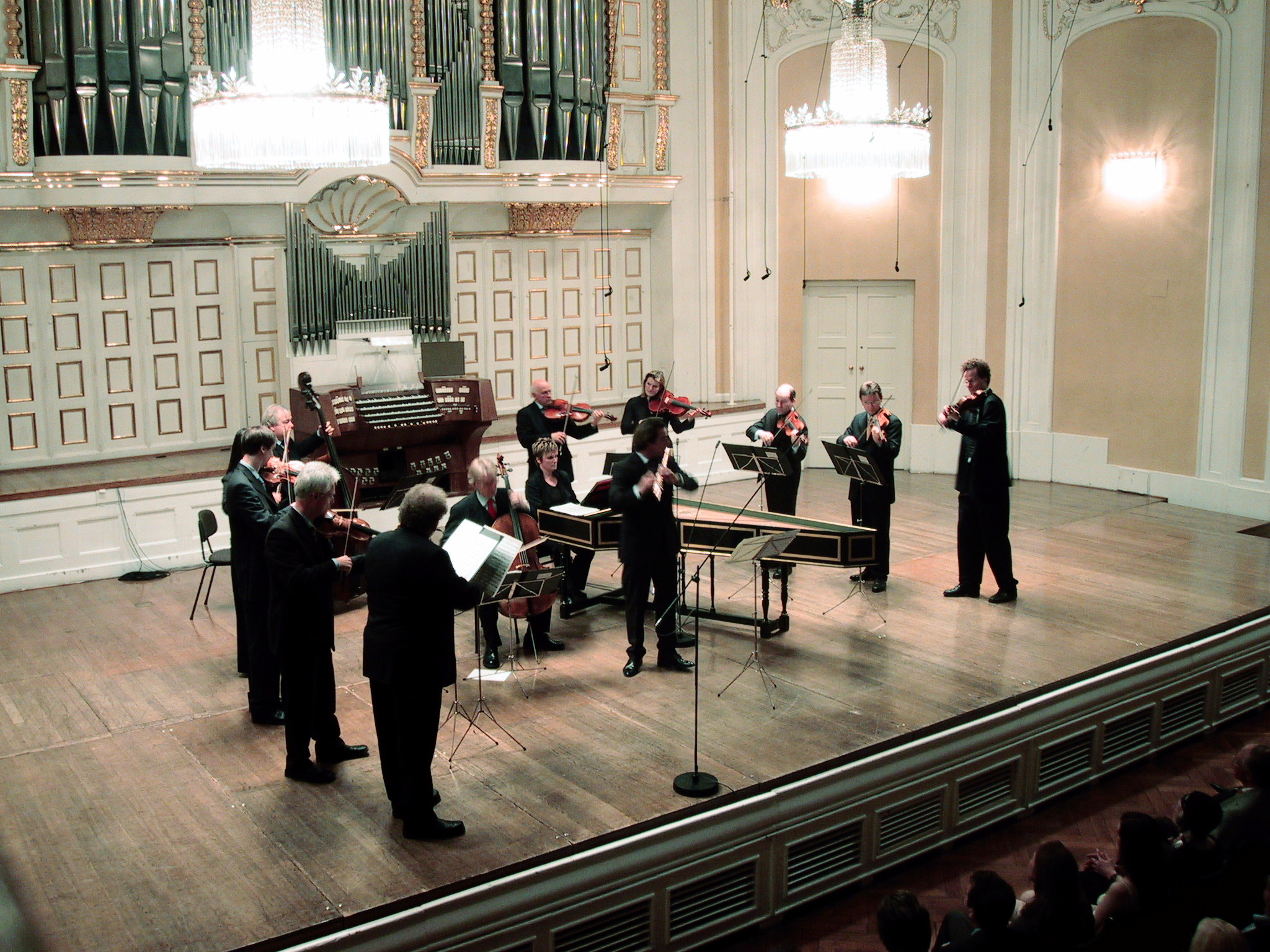
Musiker auf der Bühne des Großen Saals vor der Arco-Orgel (um 2005)

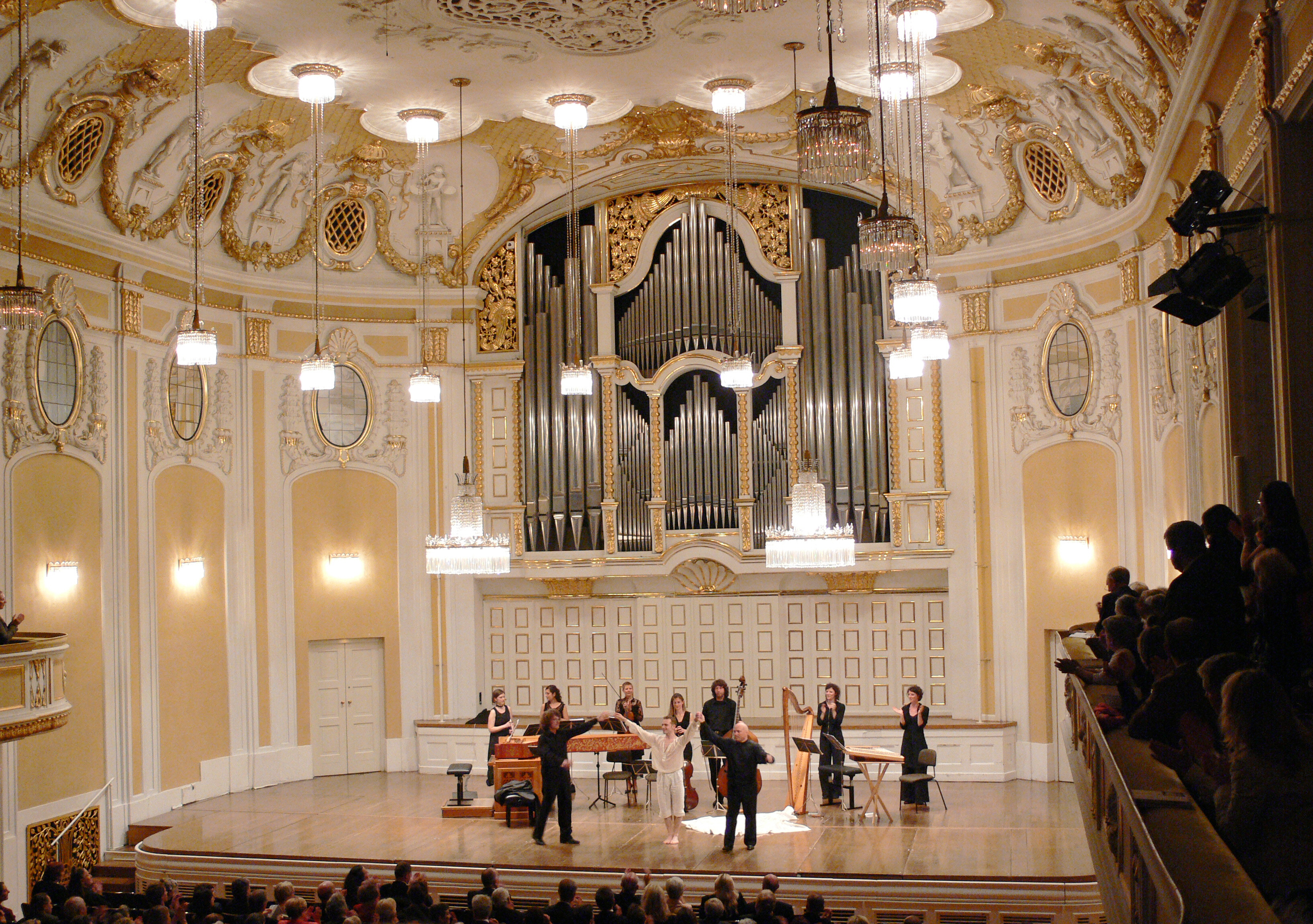
Großer Saal, Podium mit Arco-Orgel (2009)

Das Mozarteum in Österreich ist ein Gebäudekomplex in der Schwarzstraße in Salzburg, der im Stil des Historismus erbaut und 1914 eröffnet wurde. Die Internationale Stiftung Mozarteum hat hier ihren Sitz. Das Mozarteum beheimatet außerdem zwei Konzertsäle – Großer Saal und Wiener Saal – und eine umfangreiche Mozart-Bibliothek. Auch die Salzburger Liedertafel hat im Mozarteum ihre Heimstätte.
Auch einige andere Gebäude beziehungsweise Räume wurden oder werden als Mozarteum bezeichnet, heute zumeist mit einem unterscheidenden Zusatz wie Neues Mozarteum.

## Mozarteum in der Schwarzstraße

### Benennung
Laut Gedenktafel zur Grundsteinlegung 1910 hieß das Gebäude damals noch Mozarthaus. Auf Plänen des Architekten aus dem Jahr 1911 findet sich ebenfalls noch die Bezeichnung Mozarthaus. Auf einem Plan aus dem Jahr der Eröffnung (1914) wird das Gebäude Mozarteum genannt. Der Name Mozarteum steht als goldene Inschrift mit eingemeißelten Großbuchstaben über dem Eingangsportal des Hauptgebäudes.
Da die Universität Mozarteum Salzburg ebenfalls Mozarteum genannt wird, spricht man gegebenenfalls vom Mozarteum-Gebäude. Zur deutlicheren Unterscheidung vom nahe gelegenen Neuen Mozarteum wird das Gebäude in der Schwarzstraße gelegentlich als  Altes Mozarteum oder als Mozarteum in der Schwarzstraße bezeichnet. Die Internationale Stiftung Mozarteum verwendet anstelle der Ortsangabe Mozarteum häufig die Angabe Stiftung Mozarteum, so bei der Ankündigung der in ihrem Gebäude stattfindenden Konzerte.

### Lage
Das Mozarteum ist Teil der Salzburger Altstadt und liegt rechts der Salzach in der Schwarzstraße. Im Hauptgebäude (Schwarzstraße 26) befinden sich unter anderem Verwaltungsräume der Internationalen Stiftung Mozarteum und der Wiener Saal. Baulich durch einen Verbindungstrakt angebunden ist als zweiter Gebäudeteil der Große Saal (Schwarzstraße 28).
Auf der kurzen Strecke vom Mozarteum zum südöstlich gelegenen Makartplatz folgen auf derselben Straßenseite die Gebäude des Salzburger Marionettentheaters (Schwarzstraße 24) und des Salzburger Landestheaters (Schwarzstraße 22). Östlich des Mozarteums liegen auf der straßenabgewandten Seite das südliche Ende des Mirabellgartens und direkt dahinter das Neue Mozarteum (Mirabellplatz 1), der Hauptstandort der Universität Mozarteum Salzburg.

### Baugeschichte
Die Errichtung eines Gebäudes für eine Musiklehranstalt, für Aufführungen und Festveranstaltungen wurde seit 1856 von einem Mozart-Bauverein geplant. Am 6. August 1910 erfolgte die Grundsteinlegung im Garten der Villa Lasser in Anwesenheit des Kaisers Franz Joseph I. In den folgenden vier Jahren wurde das Gebäude von dem Münchner Jugendstil-Architekten Richard Berndl im Stil des Späthistorismus erbaut (äußerlich von betonter Sachlichkeit) und konnte am 29. September 1914 eröffnet werden.
In einer Baulücke, der Hanibalgasse, zwischen dem Landestheater und dem Mozarteum wurde ein Spielcasino errichtet. Nach dessen Vertreibung konnte dieses Haus als Hanibaltrakt in das Mozarteum integriert werden (ca. 1970). Dort wurde eine großzügige Bibliothek eingerichtet, in der dann auch schon Schallplatten archiviert wurden.
Seit 2005 befindet sich an der Fassade des Hauptgebäudes direkt unter dem Dachgesims eine Inschrift, in der das Mozart-Zitat „Ich möchte alles haben, was gut, ächt und schön ist!“ mehrmals wiederholt wird. Die von der Künstlerin Sylvie Fleury konzipierte Inschrift gibt Mozarts Handschrift wieder und besteht aus Neonröhren, die Mozarts Spruch in der Dunkelheit zur Geltung bringen.
Derzeit werden Pläne konkretisiert, den Verbindungsbau zwischen den beiden Gebäudeteilen neu zu errichten. Aus der Sicht der Internationalen Stiftung Mozarteum ist das Pausenfoyer mit 60 m² Fläche für bis zu 800 Konzertbesucher des Großen Saals viel zu klein. Mit dem Umbau könnte das Areal außerdem barrierefrei gestaltet und der Gartenbereich besser genutzt werden. Bedenken von Denkmalschützern müssen noch geklärt werden. Johannes Honsig-Erlenburg, Präsident der Stiftung Mozarteum, rechnete im September 2018 mit einem Baubeginn frühestens im Februar 2021 und mit einer Bauzeit von zwei bis drei Jahren. Am  22. Oktober 2018 präsentierte die Internationale Stiftung Mozarteum den Siegerentwurf des internationalen Wettbewerbs, an dem 18 Architektenbüros aus Europa und Japan teilgenommen hatten.
Im Oktober 2022 wurde von Stiftungspräsident Johannes Honsig-Erlenburg ein neues gläsernes Foyergebäude präsentiert, das nach zweijähriger Bauzeit fertiggestellt wurde. Die Kosten lagen bei 11,7 Millionen Euro, wegen Preissteigerungen um rund 21 Prozent höher als ursprünglich geplant.

### Konzertsäle und Räume
Die Stiftung Mozarteum hat mit der Errichtung des Mozarteums zwei Konzertsäle geschaffen. Der „Große Saal“ mit ca. 800 Sitzplätzen gehört zu den bekanntesten und beliebtesten Konzertsälen Salzburgs. Er ist eine der Spielstätten der Salzburger Festspiele, etwa als Aufführungsort der „Matineen“ der Salzburger Festspiele. Der kleinere Wiener Saal in der ersten Etage des Hauptgebäudes ist für etwa 200 Zuhörer ausgelegt und wird für Kammerkonzerte, Proben und Vorträge genutzt.
Im Hauptgebäude befinden sich außer dem Wiener Saal Verwaltungsräume der Internationalen Stiftung Mozarteum, Unterrichts- und Probenräume, die von der Universität Mozarteum genutzt werden, und eine im Jugendstil gestaltete Mozart-Bibliothek. Die Bibliotheca Mozartiana ist die weltweit größte Spezialbibliothek zu Wolfgang Amadeus Mozarts Leben und Werk. Sie umfasst etwa 35.000 Literaturtitel und mehr als 6000 Musikalien.

### Orgel im Großen Saal
Von der monumentalen Jugendstil-Orgel der Fa. Rieger aus dem Jahre 1914 mit 80 Registern (opus 2000) ist nur noch der Prospekt erhalten; hinter diesem stand von 1970 bis 2006 die sogenannte Arco-Orgel, ein viermanualiges Werk von Walcker.
Dieses Orgelwerk wurde im Jahr 2010 durch die Propter Homines Orgel, ein Instrument der Fa. Eule, ersetzt. Sie ist neben der Mertel-Orgel des Wiener Saales eine der wenigen Konzertorgeln Salzburgs. Das Schleifladen-Instrument hat 51 Register auf drei Manualwerken und Pedal. Die Spieltraktur ist mechanisch, die Registertraktur ist elektrisch. Das Werk wird von einem symphonischen Windsystem mit 3 Doppelfaltbälgen mit Wind versorgt.
| I Hauptwerk C–a3 |                  |       |
| 01.              | Principal        | 16′   |
| 02.              | Principal        | 08′   |
| 03.              | Flûte harmonique | 08′   |
| 04.              | Rohrflöte        | 08′   |
| 05.              | Gambe            | 08′   |
| 06.              | Octave           | 04′   |
| 07.              | Flöte            | 04′   |
| 08.              | Quinte           | 2 ⁄3′ |
| 09.              | Superoctave      | 02′   |
| 10.              | Mixtur maior V   | 02′   |
| 11.              | Cornet V (ab g0) | 08′   |
| 12.              | Trompete         | 16′   |
| 13.              | Trompete         | 08′   |

| II Positiv C–a3 |                 |         |
| 14.             | Bourdon         | 16′     |
| 15.             | Principal       | 08′     |
| 16.             | Bourdon         | 08′     |
| 17.             | Salicional      | 08′     |
| 18.             | Bifara (ab c0)  | 08′     |
| 19.             | Praestant       | 04′     |
| 20.             | Flauto dolce    | 04′     |
| 21.             | Nazard          | 02 ⁄3′  |
| 22.             | Flautino        | 02′     |
| 23.             | Terz            | 01 3⁄5′ |
| 24.             | Mixtur minor IV | 01 ⁄3′  |
| 25.             | Fagott          | 16′     |
| 26.             | Clarinette      | 08′     |
|                 | Tremulant       |         |

| III Schwellwerk C–a3 |                      |        |
| 27.                  | Viola d’amour        | 16′    |
| 28.                  | Geigenprincipal      | 08′    |
| 29.                  | Lieblich Gedeckt     | 08′    |
| 30.                  | Aeoline              | 08′    |
| 31.                  | Voix céleste (ab c0) | 08′    |
| 32.                  | Fernflöte            | 08′    |
| 33.                  | Fugara               | 04′    |
| 34.                  | Traversflöte         | 04′    |
| 35.                  | Piccolo              | 02′    |
| 36.                  | Echo-Cornett III     | 02 ⁄3′ |
| 37.                  | Progressio II-IV     | 02 ⁄3′ |
| 38.                  | Basson               | 16′    |
| 39.                  | Trompette harm.      | 08′    |
| 40.                  | Oboe                 | 08′    |
| 41.                  | Clairon harm.        | 04′    |
|                      | Tremulant            |        |

| Pedalwerk C–g1 |                         |     |
| 42.            | Untersatz (Ext. Nr. 43) | 32′ |
| 43.            | Principalbass           | 16′ |
| 44.            | Violonbass              | 16′ |
| 45.            | Subbass                 | 16′ |
| 46.            | Octavbass               | 08′ |
| 47.            | Cello                   | 08′ |
| 48.            | Octave                  | 04′ |
| 49.            | Posaune                 | 16′ |
| 50.            | Tuba                    | 08′ |
| 51.            | Clairon                 | 04′ |

- Koppeln: II/I (auch als Superoktavkoppel), II/II (Suboktavkoppel), III/I (auch als Suboktavkoppel), III/II, III/III (Suboktavkoppel), I/P, II/P, III/P (auch als Superoktavkoppel)
- Spielhilfen: 9.999-fache elektronische Setzeranlage mit Sequenzer und Speichermedium Chipkarte, 4 Registercrescendi, davon 3 frei programmierbar

### Zauberflötenhäuschen

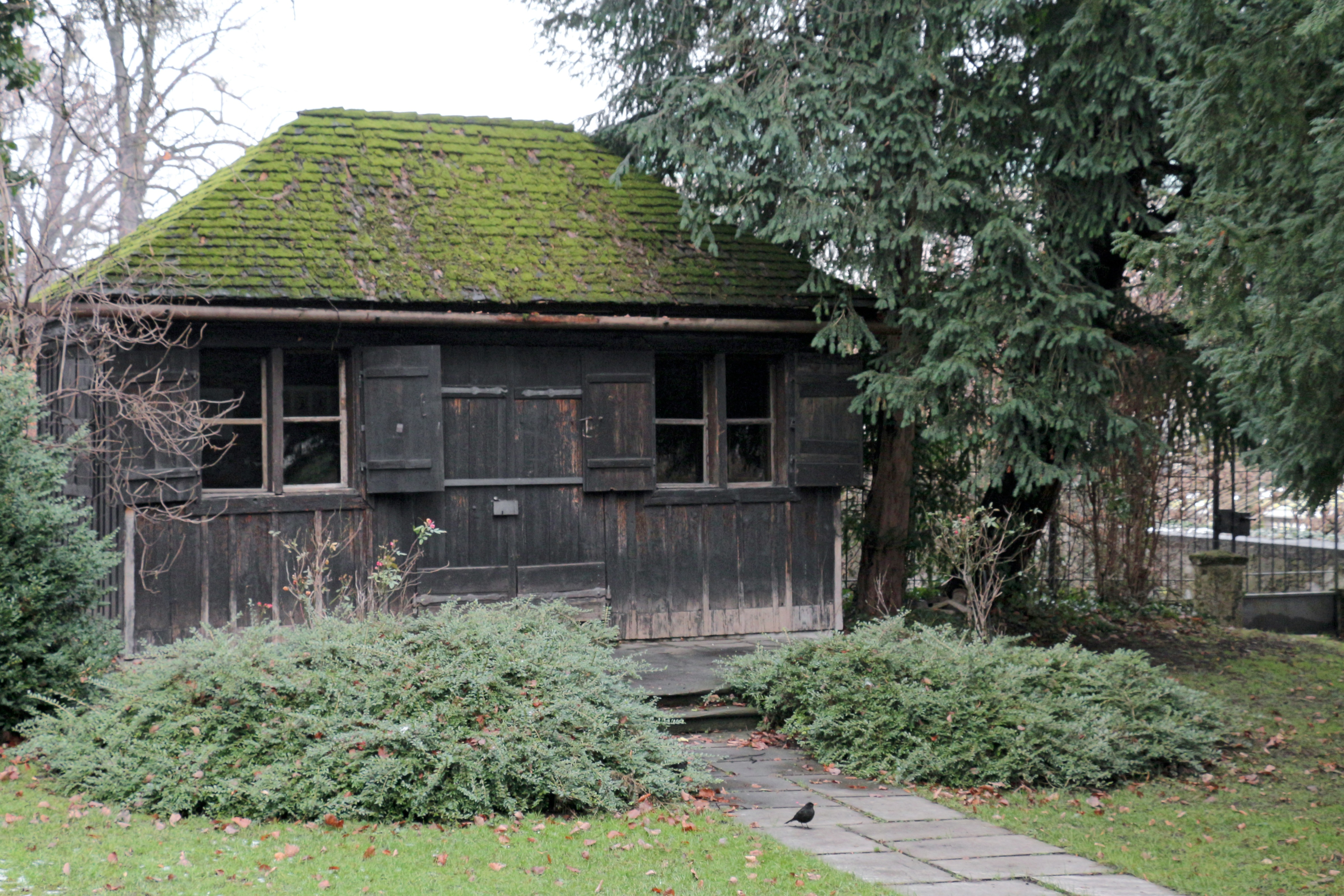
Das Zauberflötenhäuschen auf der Pausenterrasse des Großen Saals (2014)

Im sogenannten Bastionsgarten des Mozarteums stand bis 2022 das „Zauberflötenhäuschen“, in dem Mozart Teile seiner Oper Die Zauberflöte in Wien komponiert haben soll. Ursprünglich befand es sich neben dem Theater auf der Wieden in Wien; in dem Theater wurde am 30. September 1791 „Die Zauberflöte“ uraufgeführt.
1873 schenkte der bisherige Besitzer Camillo Heinrich Fürst Starhemberg das Zauberflötenhäuschen der Internationalen Mozart-Stiftung in Salzburg. Das Zauberflötenhäuschen wurde 1877 von Wien nach Salzburg gebracht und zuerst auf dem Kapuzinerberg hinter dem Mozart-Denkmal oberhalb des Kapuzinerklosters aufgestellt. Wie eine Inschrift auf dem Mozartdenkmal zeigt, wurde das Häuschen am 6. Mai 1950 auf Veranlassung des Museumsdirektors Rigobert Funke-Elbstadt in den Hof des Mozarteums verlegt. Von dort war es von den Konzertsälen aus zugänglich und konnte während der Sommerveranstaltungen im Großen Saal besichtigt werden. 2022 wurde es saniert und in den Hof des Mozart-Wohnhauses versetzt.

## Andere Gebäude
Ein Mozarteum ist, allgemein gesagt, ein Ort, der Mozart gewidmet ist. Dies könnte, sofern ein Gebäude gemeint ist, zum Beispiel ein Mozart-Museum sein oder ein Konzerthaus, in dem Musikwerke von Mozart aufgeführt werden. Im Lauf der Geschichte wurden diverse Orte als Mozarteum bezeichnet. Die Bezeichnung ist deshalb gegebenenfalls im historischen Kontext zu verstehen und zuzuordnen.

### 19. Jahrhundert
In einem Reisebericht mit dem Titel Ein Besuch im Salzburger Mozarteum, der 1866 in der Zeitschrift Die Gartenlaube erschien, schildert der anonyme Verfasser zunächst seine mühselige Suche nach dem Mozarteum in Salzburg. Er klärt die Leser darüber auf, dass das Mozarteum als Teil der damaligen Institution Dom-Musik-Verein und Mozarteum eine „Musikanstalt zur würdigen Erhaltung des Andenkens Mozart’s in seiner Vaterstadt“ sei. Dem Mozarteum sei „auch die Sorge für das Archiv übertragen, zu welchem namentlich eine Sammlung von Originalgemälden aus der Mozart’schen Familie, sowie einiger Instrumente und einer ziemlichen Zahl von Manuscripten Mozart’s gehört“. Den Ort, an dem sich dieses Mozart-Archiv befand, nennt der Verfasser ebenfalls Mozarteum. Der Name Mozarteum war damals jedoch keinem Gebäude eindeutig zugeordnet: „Bei den guten Salzburgern war es freilich schwer zu erfragen, wo das Mozarteum zu finden sei […] und weitere Nachfragen hatten nur den Erfolg, daß man uns bald zu Mozart’s Geburtshaus, seinem Wohnhaus, schließlich sogar zu seinem Standbilde schickte.“ Erst nach einem vagen Hinweis fand der Verfasser schließlich das von ihm gesuchte Mozarteum, also das Mozart-Archiv, in einem Zimmer des Chiemseehofs.
Im Jahr 1880 nahm die Öffentliche Musikschule Mozarteum in einigen Zimmern der Lehrerbildungsanstalt Salzburg in der Hofstallgasse 2 ihren Betrieb auf. Bis 1889 kamen weitere Unterrichtsräume im sogenannten Anatomie-Stöckl in der Hofstallgasse hinzu. Über dem Eingangsportal des Anatomie-Stöckls stand auf einem großen Schild: Öffentliche Musikschule Mozarteum. Dieser Ort, der Sitz der damaligen Musikschule, wird in einem Buch über Eberhard Preußner als „Altes Mozarteum“ bezeichnet.

### Gegenwart
Der Münchner Architekt Robert Rechenauer schuf in den Jahren 2004 bis 2006 das heutige Neue Mozarteum, den Hauptstandort und Sitz der Universität Mozarteum Salzburg. Er selbst nennt den Gebäudekomplex meist einfach Mozarteum, so auch im Titel seines Buches über das Bauprojekt. Den vorherigen Baukomplex aus dem Jahr 1978, den Rechenauer teils abreißen und teils völlig umbauen und sanieren ließ, bezeichnet er ebenfalls als Mozarteum – oder als das alte Mozarteum. Wenn ausschließlich und immer wieder das Neue Mozarteum gemeint ist, liegt die verkürzende Bezeichnung als Mozarteum nahe. Allein schon die konkurrierende Existenz eines Neuen Mozarteums seit 1978 gibt Anlass dazu, das Mozarteum in der Schwarzstraße gegebenenfalls genauer zu bezeichnen, etwa als Altes Mozarteum (siehe oben).
In Würzburg soll durch Renovierung und Umbau des sogenannten Mozart-Areals im Zeitraum 2020 bis 2022 ein neuer Baukomplex entstehen, für den die Benennung als Mozarteum oder Kleines Mozarteum angedacht ist.